# جواو خوسيه بيريرا
جواو خوسيه بيريرا (بالبرتغالية: João José Pereira‏) هو تريثلت برتغالي، ولد في 28 ديسمبر 1987 في ألهاندرا ‏ في البرتغال.

## وصلات خارجية
- الموقع الرسمي
- جواو خوسيه بيريرا على موقع اتحاد الترياتلون الدولي (الإنجليزية)
- جواو خوسيه بيريرا على موقع اللجنة الأولمبية الدولية (الإنجليزية)
- جواو خوسيه بيريرا على موقع أوليمبيديا (الإنجليزية)